# Райс, Дэн
Дэн Райс (настоящее имя Даниэль Макларен; 23 января 1823, Нью-Йорк — 22 февраля 1900, Лонг-Бранч, Нью-Джерси) — американский артист цирка, выступавший в разных направлениях, но более всего известный как клоун. Имел широкую известность до Гражданской войны в США. Он считался одним из главных деятелей американской массовой культуры XIX века.

## Биография
В детстве работал жокеем, в 17 лет стал артистом цирка, первоначально выступая с дрессированными им же свиньями. Впоследствии продолжил выступления с обученными животными, выступал как цирковой силач, певец и танцор. Наибольшую известность получил за свои комические номера, которые подчас представляли собой политические сатиры на злобу дня, а также за свои акробатические трюки, которые он совершал, находясь на спине бегущей лошади. Активно гастролировал по всей территории США со своими номерами; пик его популярности пришёлся на годы перед Гражданской войной и сразу после неё, когда он зарабатывал более 1000 долларов в неделю. Его главной визитной карточкой была длинная борода необычной формы, которую называли «бородой Дяди Сэма».
Президент Закари Тейлор сделал его почётным полковником; в 1868 году Райс сам был кандидатом в президенты США от Республиканской партии, но проиграл на выборах. В 1885 году Райс, уже тогда страдавший алкоголизмом, закончил свои выступления. Он был забыт ещё при своей жизни, причём настолько сильно, что интерес к его творчеству возник вновь лишь в начале XXI века. Исследователь жизни Дэна Райса Девид Карлион в своей книге назвал его «самым известным человеком, о котором вы никогда не слышали».